# Talon – österreichisch-ungarischer Spielkartenverein
Der „Talon – österreichisch-ungarischer Spielkartenverein Wien/Budapest“ ist eine internationale Vereinigung, die sich für Spielkarten,  ihre Geschichte, Herstellung, Ikonographie und Verwendung (Kartenspiele) interessiert. Der Schwerpunkt liegt auf dem ehemaligen Gebiet von  Österreich-Ungarn. 

## Zweck
Zweck des Vereines, der nach dem Kartenbegriff Talon benannt ist, ist die Pflege des Spielkartensammelns, der Spielkartenforschung, der Veröffentlichung der Ergebnisse, der Förderung persönlicher Kontakte sowie der Pflege des Kontaktes mit den Mitgliedern auch anderer Vereine und Organisationen eines ähnlichen Interessensgebietes.

## Geschichte
Der „Talon“ wurde im Jahr 1992 gegründet und hat seinen Sitz in Wien, die Mitglieder, zu denen auch einige Museen zählen, stammen aus zahlreichen Ländern, hauptsächlich jedoch aus Österreich, Ungarn und Deutschland. Der Verein publiziert die periodische Druckschrift „Talon“ (einsehbar in der Österreichischen Nationalbibliothek), widmet sich der Erschließung privater und öffentlicher Sammlungen von Spielkarten und veröffentlicht themenbezogene Forschungsergebnisse.
Im Rahmen von Zusammenkünften (häufig grenzüberschreitend mit Partnervereinen) werden Ausstellungen organisiert und es finden Vorträge, Diskussionen und Spielabende statt.